# Efecto caipira
 Efecto caipira  es una película de Argentina filmada en colores dirigida por Francisco Varone sobre su propio guion  que no tuvo estreno comercial, se exhibió por primera vez en 2002 y tuvo como actores a  Juan Alari, Eugenio Geraci, Juan Risso y Susana Levin.
El director y guionista Varone comenzó su carrera a los 22 años en 2000 como asistente de dirección y al mismo tiempo estudió con distintos profesionales entre los cuales estuvieron Juan José Campanella y Aida Bortnik. Como director realizó más de 100 comerciales, con los que obtuvo importantes premios entre los que se destacan tres Leones en Cannes, el Clio y el Sol de Oro en San Sebastián y en 2016 estrenó el primer largometraje con estreno comercial Camino a La Paz. También dirigió varias producciones para televisión.

## Sinopsis
Ante una necesidad urgente de dinero dos amigos encaran un pequeño robo a una vendedora de teléfonos celulares, pero uno de ellos se desempeña en un laboratorio y conocerá un peligroso secreto.

## Reparto
Participaron del filme los siguientes intérpretes:
- Juan Alari
- Eugenio Geraci
- Juan Risso
- Susana Levin

## Comentarios
La película se realizó en video digital con un costo de 890 pesos que puso su director y guionista, Francisco Varone, quien la describió en estos términos:

"Es una comedia exótica que narra un día en la vida de cuatro jóvenes: dos que necesitan plata y deciden afanársela a otro, y el cuarto, que parece estar muy descolgado, pero al final todo se une…Inventé estos personajes para llenar ese día con anécdotas reales que fui recolectando durante dos años. Por eso siempre digo que es una historia de ficción basada en hechos reales." 

Sobre el futuro del filme Varone puntualizó:

"Creo que el camino de "Efecto caipira" está en los festivales. Si eso sale bien, calculo que el paso siguiente es ampliar el film a 35 milímetros y tratar de llegar a los cines. Por ahora, quiero apuntar al Festival de Cine Independiente de Buenos Aires, que se hace en abril y es una buena vidriera. Porque no tengo tan claro cómo sigue la carrera".